# Nuberu
Un nuberu és un personatge mitològic que forma part de la mitologia asturiana, però també és present a la mitologia càntabra, gallega i del nord de Castella. Segons la zona, els nuberus són coneguts per noms ben diferents com ñuberos, nubeiros, renuveros, nubleros ó nubreiros. A Somiedo, Cangas del Narcea, Tineo i a San Antolín de Ibias, i per als vaqueiros de alzada, se'ls coneix com a renubeiros, i se'ls descriu com a homes socarrimats que acompanyen les bruixes. Als aprenents de bruixot, de petita alçada, que volen convertir-se en nuberus se'ls anomena escolars o escolares. A Astúries també reben el nom de Xuan o Juan Cabritu.
Als nuberus se'ls atribueix el poder de controlar el temps atmosfèric, les pluges, la boira i els núvols.

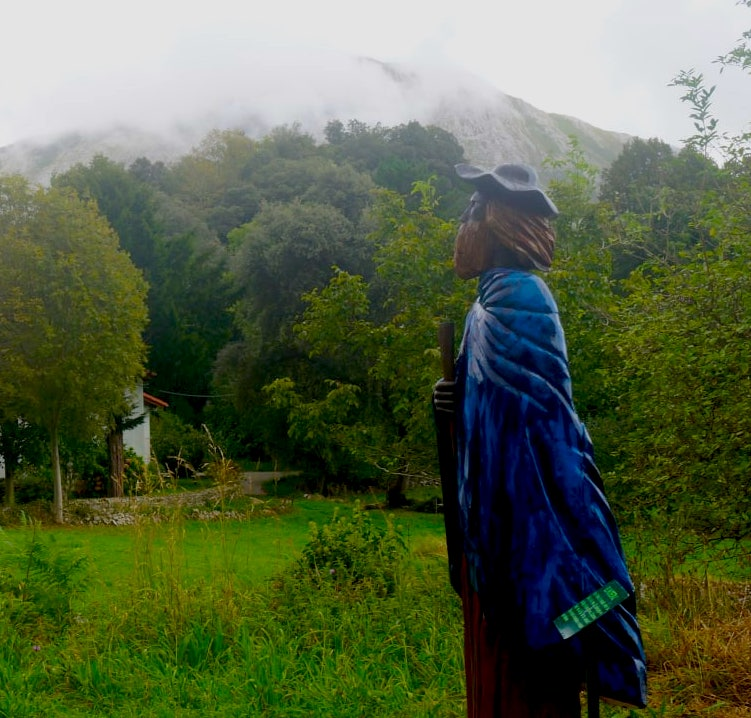
Talla de fusta del Nuberu que podem trobar a la ruta del Camín Encantau a la Vall d’Ardisana, Astúries.

## Aspecte
El seu aspecte és el d'un ésser antropomorf envellit i lleig, d'abundant barba, cames torçades i primes, pell fosca i orelles i boca de grans dimensions. Els seus ulls són vermells i refulgeixen com brases ardents. A vegades també se'l descriu tort d'un ull, i tant se'l pot trobar descrit com un gegant o com un nan deforme (aquesta descripció és més corrent de Cantàbria, on els nuberus són considerats genis trapelles i astuts).
Vesteix pells i parracs, semblant a un captaire, però el que més el caracteritza és el seu barret d'ala ampla.

## Deïtats relacionades
Se'l relaciona amb Taranis, un déu celta (al qual se li va rendir culte sobretot a la Gàl·lia, al país dels asturs, al dels càntabres i a la Bretanya romana), ja que era el déu del tro, la llum i el cel, i també se li atribuïen poders per fer ploure o desencadenar tempestes.
També es relaciona la figura del Nuberu amb el déu de la mitologia nòrdica Thor, ja que una de les seves habilitats és dominar les tempestes i els trons i, igual que el Nuberu, viatja en un carro arrossegat per llops o gossos (a més de viatjar volant sobre un núvol).
En altres tradicions podem trobar el Nuberu descrit com tort d'un ull, fet que el relacionaria amb el déu mitològic germànic Odin.
També se'l pot relacionar amb Entiznáu (mitologia extremenya), que posseeix les mateixes característiques i se'l descriu de formes molt semblants, vestimenta inclosa.

## Folklore
La llegenda astur del Nuberu es troba arrelada a l'occident d'Astúries, concretament a la vall d'Ardisana, on se'l considera una criatura malèfica que descendeix a la terra amagat a la boira, fent-se passar per un captaire i sol·licitant ajuda a la gent dels pobles.
Conta la llegenda que, si se li ofereix ajuda, el Nuberu protegirà les collites de les properes tempestes.
En canvi, si no se l'ajuda, descarregarà la seva ira en contra d'aquell que l'ha ofès, i les properes pluges malbarataran les seves collites i inundaran la seva llar.
Per això, entre els vilatans de la zona és costum ser sempre amables amb els indigents, ja que no volen córrer el risc de menysprear el Nuberu i ser víctimes de la seva venjança. 
Els únics capaços de fer front al Nuberu són els sacerdots, i són els encarregats de fer fugir el Nuberu, fent repicar les campanes de les esglésies, a més de desfer les seves malediccions perquè les collites no quedin malmeses.
Per evitar les tempestes i que plogui pedra, a més de fer repicar les campanes, cal que els sacerdots facin un conjur (exconxuru).
Un exemple és aquesta oració de la zona de Galícia, que s'ha de cantar tocant les campanes de l'església:
| | En català: |
| Tanguen os cregos a campá, Pra escorrentar ó Nubeiro, Ben eles sudan… pra encher, Pra todo o ano, o granceiro. | Toquen els sacerdots la campana, Per a fer fugir el Nubero, Be que ells suen... per a emplenar, Per a tot el any, el graner. |

Si el sacerdot no és prou poderós, pot rodejar-se de nens petits, la innocència dels quals provoca que el conjur sigui més poderós i funcioni. Era habitual que el sacerdot fos sostingut entre dos homes per a evitar que el Nuberu se l'emportés.
Els sacerdots també poden llançar una sabata a l'aire, que o desapareix al cel o cau on el Nuberu pot deixar que la seva tempesta caigui.
A més, se'l pot repel·lir fent una foguera amb fulles de llorer beneït el Diumenge de Rams.
Els pescadors són qui més el temen, ja que el fan culpable de les galernes del cantàbric (un temporal sobtat i molt violent amb fortes ràfegues de vent).

## Llegenda de Xuan Cabritu
En aquesta versió de la llegenda, Xuan Cabritu està casat, té dona i fills, i viu en una casa situada dalt d'una muntanya rodejada de núvols. Segons la versió es diu que viu a Egipte o en algun indret amagat d'Àfrica, i que viatja des d'allà amb els núvols, o bé se'l situa entre Astúries i Lleó.
Segons Aurelio del Llano, existeix una llegenda que explica com el Nuberu, un dia que va baixar a Astúries, distret, va perdre els núvols que el transportaven d'un lloc a un altre i va quedar-se a terra atrapat fins a l'endemà. Es va dirigir cap a la casa d'un pagès adinerat per a demanar ajuda i recer, però aquest el va fer fora. Tot seguit, va anar a casa d'un altre pagès, de posició més humil, i aquest el va acollir càlidament.
El Nuberu, en despertar al matí, li va agrair la seva hospitalitat i li va dir: «Si vas a la terra d'Egipte, pregunta per Xuan Cabritu». Després, el Nuberu es va encaminar cap al cim més alt d'una muntanya propera, i cavalcant un núvol, va agrupar els trons i els va arrossegar fins a les terres del primer pagès, el que no l'havia ajudat, i va desfermar la tempesta sobre aquelles terres, omplint-les d'aigua, devastant-les i malbaratant la collita. Des d'aquell moment, les terres es van tornar estèrils, mentre que les terres del pagès que havia acollit el Nuberu es van tornar fèrtils i abundants.
Temps després, el pagès humil va decidir anar a Jerusalem (segons la versió, per anar a la guerra), on va caure presoner, i més tard va acabar arribant a Egipte. Allà, va preguntar per Xuan Cabritu, la qual cosa va despertar la curiositat dels vilatans, sorpresos pel fet que aquell home humil conegués tan digne senyor. El pagès, un cop va descobrir on residia el Nuberu, s'hi va dirigir. El Nuberu vivia en un congost, al final del qual hi havia una gran roca tallada verticalment, a l'interior de la qual el Nuberu residia. D'aquella estranya llar, va sortir un criat, que li va preguntar al pagès: «¿Com sou tan ossat de venir fins a aquesta casa? El meu amo no hi és i no tornarà fins demà, però ell mai rep visites de ningú! Aneu-vos-en!». Però el pagès no es va rendir.
L'endemà va tornar, i va suplicar al criat que li digués al seu amo que hi havia un asturià que volia saludar-lo. Immediatament, el Nuberu el va fer entrar a casa i el va rebre càlidament.
| « | He estat per les teves terres, portant tempestes. He regat les teves terres amb cura, la teva collita és abundant, i la teva família es troba bé. Però tinc males notícies: la teva dona, creient que ets mort, s'ha compromès i en pocs dies es casarà de nou. No temis, per això. Demà arribaràs a casa teva, i la teva dona et rebrà amb alegria. A mi no em tornaràs a veure mai, però aixeca't abans que surti el sol, munta el boc que trobaràs a la porta d'aquesta casa, ja que ell et portarà fins al teu poble corrent pels aires. No tinguis por, ja que no patiràs cap mal. | » |

I així va succeir.
Aquesta llegenda mostra l'esperit bondadós d'aquest personatge, encara que generalment se'l presenta com un ésser venjatiu o malvat.